# رود بارتیم
رود بارتیم (انگلیسی: Bartym) یک رودخانه در سرزمین پرم کشور روسیه است.